# Omłyńce
Omłyńce, także: Omułyńce, Omelańce (biał. Амлынцы, Amłyncy; ros. Амлынцы, Amłyncy) – wieś na Białorusi, w obwodzie mińskim, w rejonie nieświeskim, w sielsowiecie Siejłowicze.

## Historia
W Rzeczypospolitej Obojga Narodów znajdowały się w województwie nowogródzkim, w powiecie nowogródzkim. W 1598 wojewoda trocki Mikołaj Krzysztof Radziwiłł „Sierotka” nadał Omułyńce na uposażenie proboszcza nieświeskiego.
W XIX i w początkach XX w. położone były w Rosji, w guberni mińskiej, w powiecie nowogródzkim, w gminie Howiezna.
W dwudziestoleciu międzywojennym leżały w Polsce, w województwie nowogródzkim, w powiecie nieświeskim, w gminie Howiezna.
Po II wojnie światowej w granicach Związku Sowieckiego. Od 1991 w niepodległej Białorusi.